# Mokre Wojsławskie
Mokre Wojsławskie – część miasta Sieradza w Polsce, w województwie łódzkim, w powiecie sieradzkim. Rozpościera się w okolicy ulicy Wojsławskiej, w północno-wschodniej części miasta. 

## Historia
Mokre Wojsławskie to dawna kolonia w powiecie sieradzkim województwa sieradzkiego. W latach 1867–1953 należała do gminy Wojsławice w powiecie sieradzkim. W Królestwie Polskim przynależała do guberni kaliskiej, a w okresie międzywojennym do woj. łódzkiego. Tam, 19 listopada 1933 utworzyła gromadę Woźniki w granicach gminy Wojsławice, składającą się z kolonii Mokre Wojsławskie i osady Przy Wygonie.
Podczas II wojny światowej włączona do III Rzeszy. Po wojnie ponownie w powiecie sieradzkim w woj. łódzkim. 21 września 1953 weszły w skład gminy Korczew, utworzonej z obszaru zniesionej gminy Wojsławice. W związku z reorganizacją administracji wiejskiej (zniesienie gmin) jesienią Mokre Wojsławskie weszło w skład nowo utworzonej gromady Woźniki w powiecie sieradzkim. Tam przetrwały do końca 1972 roku, czyli do kolejnej reformy gminnej.
1 stycznia 1973, w związku z kolejną reformą administracyjną (odtworzenie gmin i zniesienie gromad i osiedli) Mokre Wojsławskie weszło w skład nowo utworzonej gminy Sieradz. W latach 1975–1979 miejscowość administracyjnie należała do województwa sieradzkiego. 1 grudnia 1979 Mokre Wojsławskie włączono do Sieradza.